# Попов Куст
Попо́в Куст — упразднённая деревня Донского сельсовета Задонского района Липецкой области. Стоит на правом берегу реки Дон.
Располагался в 2 км к юго-западу от железнодорожной станции Дон и 2,5 км восточнее посёлка Лукошкинский.
Как отруб Попов Куст возник в 1922 году. В 1926 году, согласно данным переписи населения, здесь жили 68 человек.
В 1932 году статус Попова Куста — деревня. В 1978 году населённый пункт перестал существовать .
Название состоит из фамилии Попов и слова куст в значении лесок.